# 托马斯·杰斐逊国家加速器装置
托马斯·杰斐逊国家加速器装置（英語：TJNAF, Thomas Jefferson National Accelerator Facility），常被称作“杰斐逊实验室”或者“JLab”，是一个位于弗吉尼亚州紐波特紐斯（Newport News）的美国能源部国家实验室。自2006年6月1日起，杰斐逊实验室由东南部大学研究协会和 PAE 应用技术（PAE Applied Technologies）共同创建的杰斐逊科学协会有限公司（Jefferson Science Associates, LLC）运营。杰斐逊实验室在1996年之前曾被称作“连续电子束加速器设施（Continuous Electron Beam Accelerator Facility，CEBAF）”；这个名称现被用于称呼杰斐逊实验室中的主加速器。

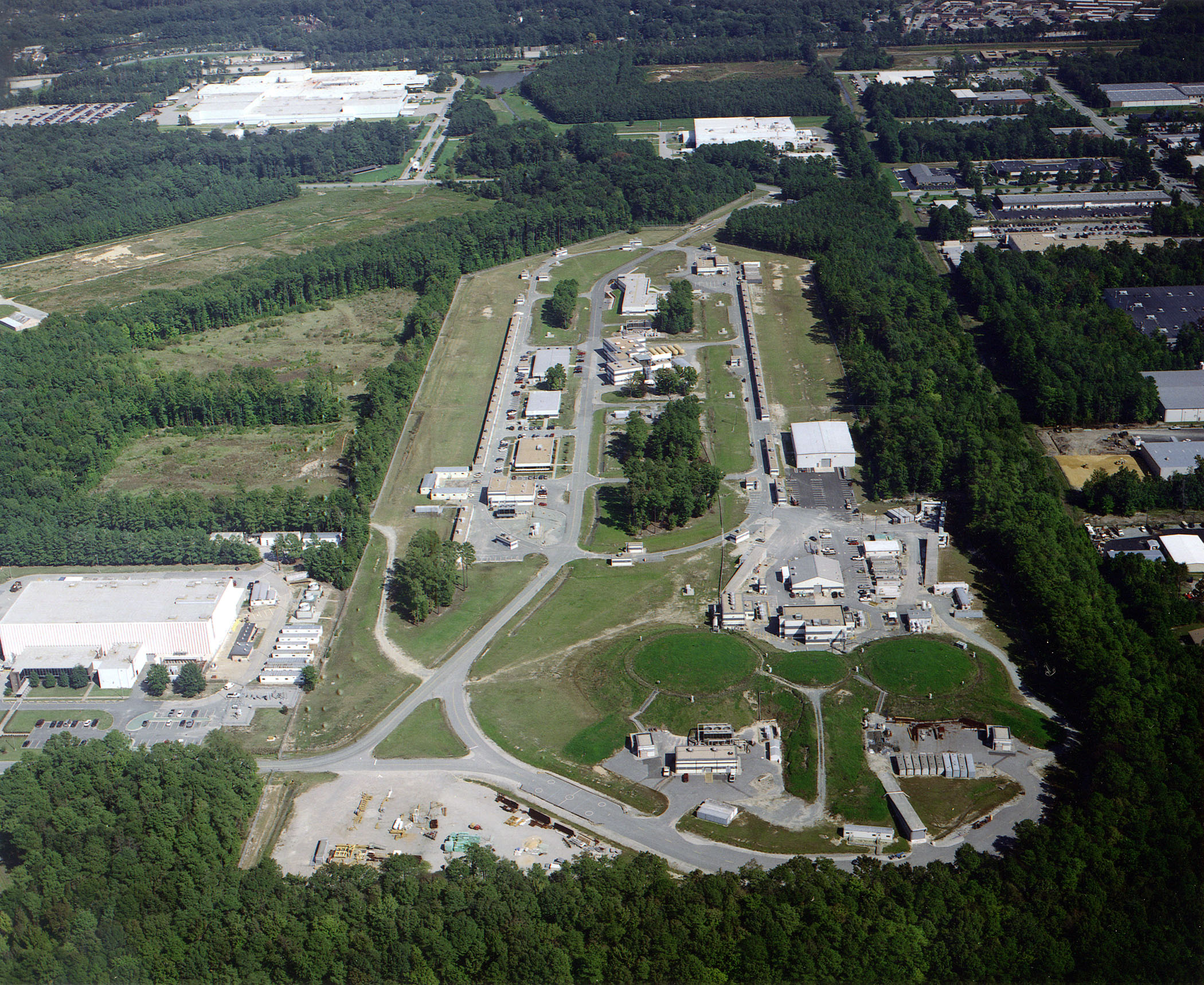
杰斐逊实验室鸟瞰图

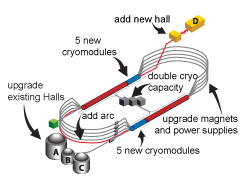
在12吉电子伏特升级后的加速器和实验设备示意图。

1984年建立的杰斐逊实验室现拥有多达675人的雇员，超过2000名来自于世界各地的科学家使用此设施进行过科学实验。实验室的使命是：“为发现核材料的基础结构提供前沿的科学设施、科研机会以及领导力；协助工业界进行高新技术的应用；以及通过教育和科普的方式为国家服务。

## CEBAF 加速器
实验室主要的研究设施为 CEBAF 加速器，由极化的电子源、注入器，以及一对长度为7/8英里（1400米）、连接着两个包含控制磁铁的弧形部分的超导射频线性加速器组成。当电子束在轨道中完成了五次连续回转，其最大能量可达6吉电子伏特。这使它看起来有点像传统的环状加速器（例如CERN或者费米实验室的加速器）。然而 CEBAF 实际上是一个被折叠成普通长度十分之一的线性加速器，其原理更接近于斯坦福大学的SLAC。
加速后的电子束最终将进入四个实验厅（分别被标记为实验厅A、实验厅B、实验厅C、实验厅D）之中。每一个实验厅中都有专门的光谱仪用于记录电子束或实光子和静止靶相互碰撞以后的产物。通过收集这些数据，物理学家们能够对原子核的结构（特别是组成质子和中子的夸克的相互作用）进行深入的研究。

### 12吉电子伏特升级
截至2010年6月，总共耗资3.38亿美元的实验室升级建设正式开始。此次升级将建设一个新的终端研究设施——实验厅D，并计划将电子束能量提高到12吉电子伏特。
截至2014年5月，经过升级建设后的加速器的电子束能量达到了10.5吉电子伏特，打破了之前的能量上限，并将电子束成功地发送至实验厅D。

## 自由电子激光器
杰斐逊实验室拥有世界上功率最大的可调谐自由电子激光器，输出功率超过14千瓦。